# Сойма (деревня)
Сойма — деревня в Судогодском районе Владимирской области, входит в состав Головинского сельского поселения.

## География
Деревня расположена на берегу реки Сойма в 20 км на восток от центра поселения посёлка Головино и в 8 км на северо-запад от райцентра города Судогда близ автодороги 17Р-1 Владимир — Муром — Арзамас. 

## История
Населённый пункт с названием «Сойма» встречается на карте Судогодского уезда 1808 года, составленной землемером Вороновым. В конце XIX — начале XX века деревня входила в состав Даниловской волости Судогодского уезда, с 1926 года — в составе Судогодской волости Владимирского уезда. В 1859 году в деревне числилось 35 дворов, в 1905 году — 63 двора, в 1926 году — 69 хозяйств и начальная школа (открыта в 1907 году).
С 1929 года деревня являлась центром Сойменского сельсовета Судогодского района, с 2005 года — в составе Головинского сельского поселения.

## Население
| 1859 | 1905 | 1926 | 2002 | 2010 | 2021 |
| ---- | ---- | ---- | ---- | ---- | ---- |
| 119  | ↗354 | ↘346 | ↗443 | ↘391 | ↘348 |

## Инфраструктура
В деревне имеются основная общеобразовательная школа, детский сад, фельдшерско-акушерский пункт, сельский дом культуры, отделение федеральной почтовой связи